# Масакр у Дивошу и Тењском Антуновцу
Масакр у Дивошу и Тењском Антуновцу представља ратни злочин који су у периоду од 22. новембра до 5. децембра 1991. починили припадници хрватских паравојних формација над српским цивилним становништвом у селима Дивош и Тењски Антуновац код Осијека. Дивош је према попису из 1991. било готово етнички чисто српско село. У Тењском Антуновцу је према попису из 1991. живело преко 2000 Хрвата, 337 Срба, 106 Југословена и 167 припадника осталих мањина и неопредељених. Оба села су окупирана од стране хрватске војске још у лето 1991. Све српске куће у Дивошу и Тењском Антуновцу су запаљене, оштећене и опљачкане а репортери су по уласку у та места затекли велики број увредљивих графита - претњи који су усмерени против српског становништва.
У злочинима над цивилним становништвом у Дивошу и Тењском Антуновцу су учествовали хрватски војници из Осијека, Антуновца као и припадници паравојне формације "Куне". Мештани ова два села су најпре заробљени па убијени секирама или су живи запаљени. Директор “Веритаса” Саво Штрбац рекао је да се на евиденцији Документационо-информационог центра “Веритас” петорица Срба воде као нестали у селу Дивош код Осијека 1991. године од којих већина до данас није пронађена. Штрбац је рекао да су 20. новембра 1991. године припадници тадашњег хрватског Збора народне гарде упали у село Дивош код Осијека приликом чега су убили петорицу Срба.

## Жртве ратног злочина, убијени 20.11. - 5.12.1991.
1. Миленко Згоњанин (34) - војно неспособан, заробљен па убијен секиром у Дивошу
2. Родољуб Ђаковић (62) - пензионер, мучен па жив запаљен у свом дворишту у Дивошу
3. Зоран Гашпаровић (26) - заробљен, мучен па убијен у Дивошу
4. Здравко Јавор (24) - заробљен, мучен па убијен у Дивошу
5. Милан Миленковић - заробљен, мучен па убијен у Дивошу
6. Тихомир Ратковић (23) - заробљен, мучен па убијен у Дивошу
7. Даница Борота (63) - убијена са сином у Тењском Антуновцу
8. Илија Борота - убијен са мајком у Тењском Антуновцу
9. Петар Милаковић (67) - пензионер, убијен у Тењском Антуновцу
10. Јован Новаковић (51) - убијен у Тењском Антуновцу
11. Стана Новаковић (80) - убијена у кревету у Тењском Антуновцу
12. Инђија Плавшић (82) - убијена у кревету у Тењском Антуновцу
13. Митра Мачковић (66) - тешко болесна, убијена у кревету у Тењском Антуновцу[1]

## Жртве убијене током другог периода
1. Љубомир Харамбашић (67) - убијен 8. октобра 1991. у Тењском Антуновцу
2. Зоран Голужа (26) - из Антуновца, убијен од оружаних хрватских снага 25.11.1991. у центру Осијека
3. Перо Миланковић (17) - нестао у лето 1991. у Тењском Антуновцу
4. Ромко Олејар (28) - заробљен у децембру 1991. у Антуновцу и одведен у Загреб где је убијен, посмртни остаци нису пронађени[1]

## Медији о злочину
У села Тењски Антуновац и Дивош одмах по ослобођењу ушли су репортери Радио Телевизије Нови Сад који су том приликом саопштили:
“Од свег становништва које није правовремено избегло, а реч је првенствено о старим и изнемоглим особама, хрватску каму у Антуновцу избегао је само један старац а у Дивошу, чисто српском селу, нема преживелих. Људи се на своја огњишта враћају и покушавају организовати какав-такав живот. Из штаба теритотијалне одбране апелују да се грађани без обзира на националност, наравно сви они који нису учествовали у проливању крви и зверствима, врате и обнове живот у селу.”

## Исповест сведока
„У овој хидрофорској кућици претпостављам да су ми оца затворили и запалили с обзиром да је ту столица, претпостављам да се ту сакрио и да су га ту пронашли…на основу одеће и на основу чизама... а кад смо ми стигли, нашли смо остатке тј. кости што су остале... ту је шешир, одећа... – испричао је новинарима Милош Ђаковић, син убијеног Родољуба.”